# Singularity University
Singularity University – instytucja kształcenia akademickiego w Dolinie Krzemowej w USA, mająca na celu „łączyć, kształcić i inspirować kadrę liderów, którzy pragną zrozumieć i rozwijać postępujące wykładniczo technologie, oraz stosować, skupiać i kierować tymi narzędziami ku rozwiązaniu wyzwań ludzkości” („assemble, educate and inspire a cadre of leaders who strive to understand and facilitate the development of exponentially advancing technologies and apply, focus and guide these tools to address humanity’s grand challenges”).
Prowadzony wraz z International Space University, Singularity University nie jest akredytowanym czteroletnim uniwersytetem, a raczej uzupełnieniem tradycyjnych instytucji edukacyjnych. Oferuje coroczny 10-tygodniowy letni kurs podyplomowy oraz 10-dniowe programy dla starszych rangą pracowników korporacji i przywódców rządowych. Pierwszy program wystartował w czerwcu 2009, z czesnym o wysokości 25 000 USD (chociaż większość studentów otrzymała częściowe lub całkowite stypendia).
Inauguracyjny program z 2009 był ograniczony do 40 studentów (w tym jedna Polka, Justyna Zander, absolwentka m.in. Politechniki Gdańskiej, następnie pracownik naukowy Harvard University, która to też wykładała na konferencji Humanity+ Summit w 2010), wybranych spośród ponad 1200 aplikantów. W lecie 2010 przyjęto już 80 studentów (spośród 1600 aplikantów). 15 lipca 2011 studenci odbyli 3-godzinne warsztaty z samojezdnym samochodem Google, nabytym przez wykładowcę informatyki Brada Templetona.
Expo 2015 ogłosiło plan wieloletniej współpracy z Singularity University w celu połączenia postępujących wykładniczo technologii na rzecz przyszłości żywności. Hasłem przewodnim Expo 2015 jest – w przeciwieństwie od dotychczasowego zorientowania na dziedzictwo architektoniczne – „Feeding the planet, energy for Life” (nakarmienie planety, energia dla życia).

## Przedmioty
Singularity University oferuje 10 ścieżek edukacyjnych, każda pod opieką przynajmniej jednego eksperta z danej dziedziny:
1. Futures Studies & Forecasting (Ray Kurzweil, Paul Saffo)
2. Policy, Law & Ethics (Marc Goodman)
3. Finance, Entrepreneurship & Economy (David S. Rose)
4. Networks & Computing Systems (John Gage, Brad Templeton)
5. Biotechnology & Bioinformatics (Raymond McCauley, Andrew Hessel)
6. Nanotechnology (Ralph Merkle, Robert Freitas, Jr.)
7. Medicine & Neuroscience (Daniel Kraft, Michael McCullough)
8. AI, Robotics & Cognitive Computing (Neil Jacobstein, Raj Reddy)
9. Energy & Ecological Systems (Gregg Maryniak)
10. Space & Physical Sciences (Dan Barry)

Wśród członków grona pedagogicznego i doradców są: Tom Byers, Vint Cerf, José Corderio, Marc Goodman, Aubrey de Grey, Christopher deCharms, Tim Ferriss, Terry Grossman, Daniel Kammen, Bruce Klein, Larry Brilliant, Bob Metcalfe, Matt Mullenweg, Peter Norvig, David Orban, Daniel Reda, George Skidmore, Larry Smarr, George Smoot, Sebastian Thrun, Pete Worden i Will Wright.

## Program
Singularity University oferuje trzy rodzaje programów akademickich:
- Graduate Studies Program – 10-tygodniowy letni program dla 80 studentów, raz w roku (czesne 25 000 USD)
- Exponential Technologies Executive Program – 4- lub 7-dniowy program dla 40 studentów, 3 razy w roku (czesne odpowiednio 8000 lub 12 000 USD)[12]
- FutureMed 2011 – 6-dniowy program dla lekarzy (czesne 7500 USD)[13]

## Organizacja
Singularity University jest zarządzany przez członków trustu:
- Ray Kurzweil, współzałożyciel, kanclerz, członek trustu
- Peter H. Diamandis, współzałożyciel i przewodniczący
- Michael Simpson, członek założyciel trustu
- Robert D. Richards, członek założyciel trustu
- Salim Ismail, dyrektor wykonawczy i członek trustu
- Sonia Arrison Senkut, członek trustu
- Barney Pell, członek trustu
- Reese Jones, członek trustu
- Jeff Kowalski, członek trustu
- Naveen Jain, członek trustu

W październiku 2010 prezydentem został mianowany Neil Jacobstein.
Wśród sponsorów i fundatorów są NASA, Google, Nokia, Autodesk, IDEO, LinkedIn, ePlanet Ventures oraz fundacja X-Prize.